# 今山の戦い
座標: 北緯33度19分01.8秒 東経130度14分35.2秒 / 北緯33.317167度 東経130.243111度
今山の戦い（いまやまのたたかい）は、元亀元年（1570年）4月から始まった豊後の戦国大名・大友宗麟軍と肥前の戦国大名・龍造寺隆信軍との戦い。特に元亀元年8月20日（1570年9月19日）に行われた激戦が有名であり、この日の戦闘を指して今山合戦とする場合もある｡

## 合戦までの経緯

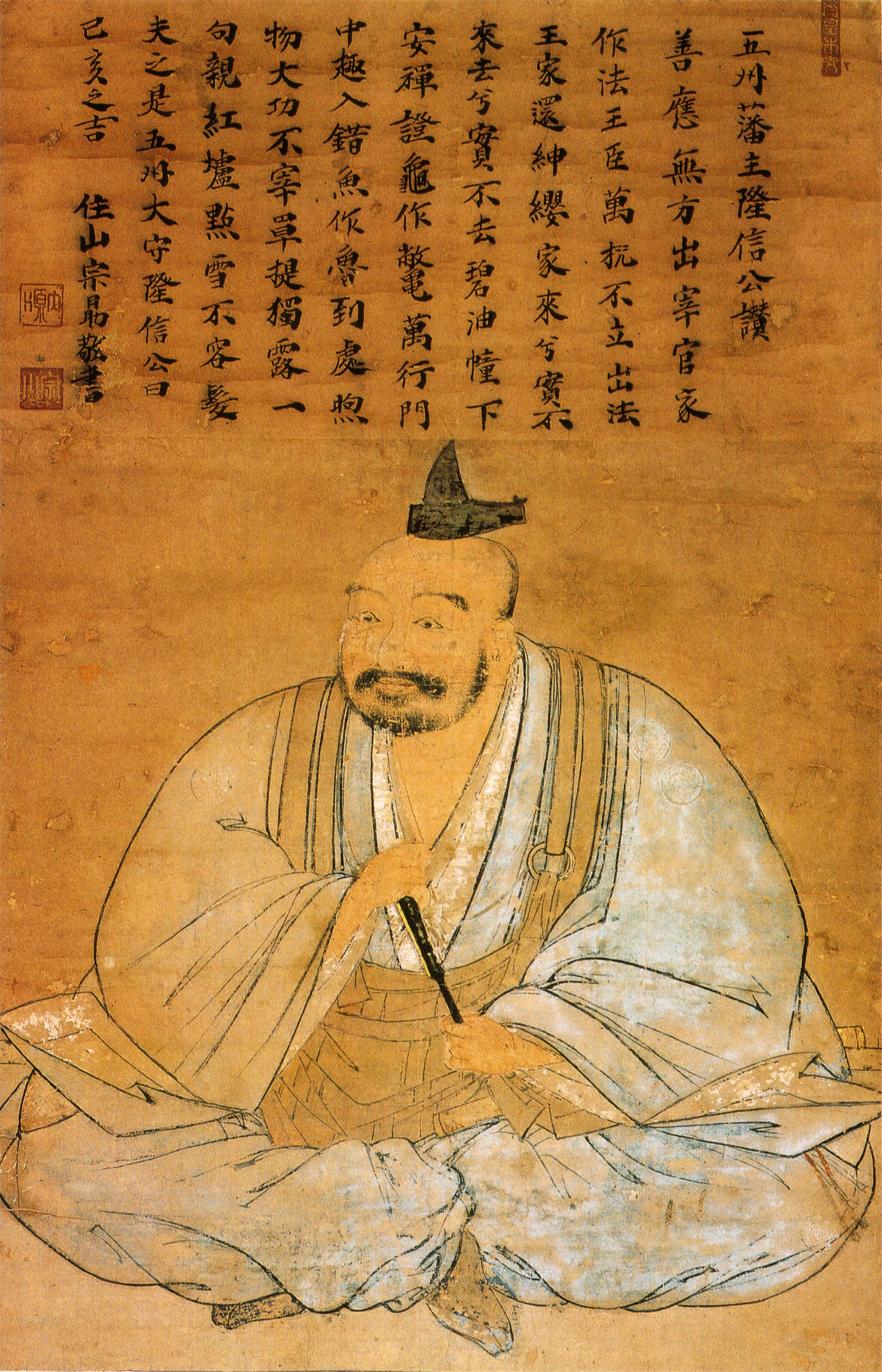
龍造寺隆信

元亀元年（1570年）3月、北九州の大友宗麟は肥前において勢力を拡大する龍造寺隆信を討伐するため、3千の兵を率いて龍造寺領に攻め込んだ。龍造寺側は佐嘉城（のちの佐賀城）に軍を集めて篭城を開始する。このときの大友軍の威容を、『肥陽軍記』では「尺寸の地も残さず大幕を打つつけ家々の旗を立並べ……たき続けたるかがり火は沢辺の蛍よりもしげく、朝餉夕餉の煙立て月も光を失なえる」と記している。

## 今山合戦

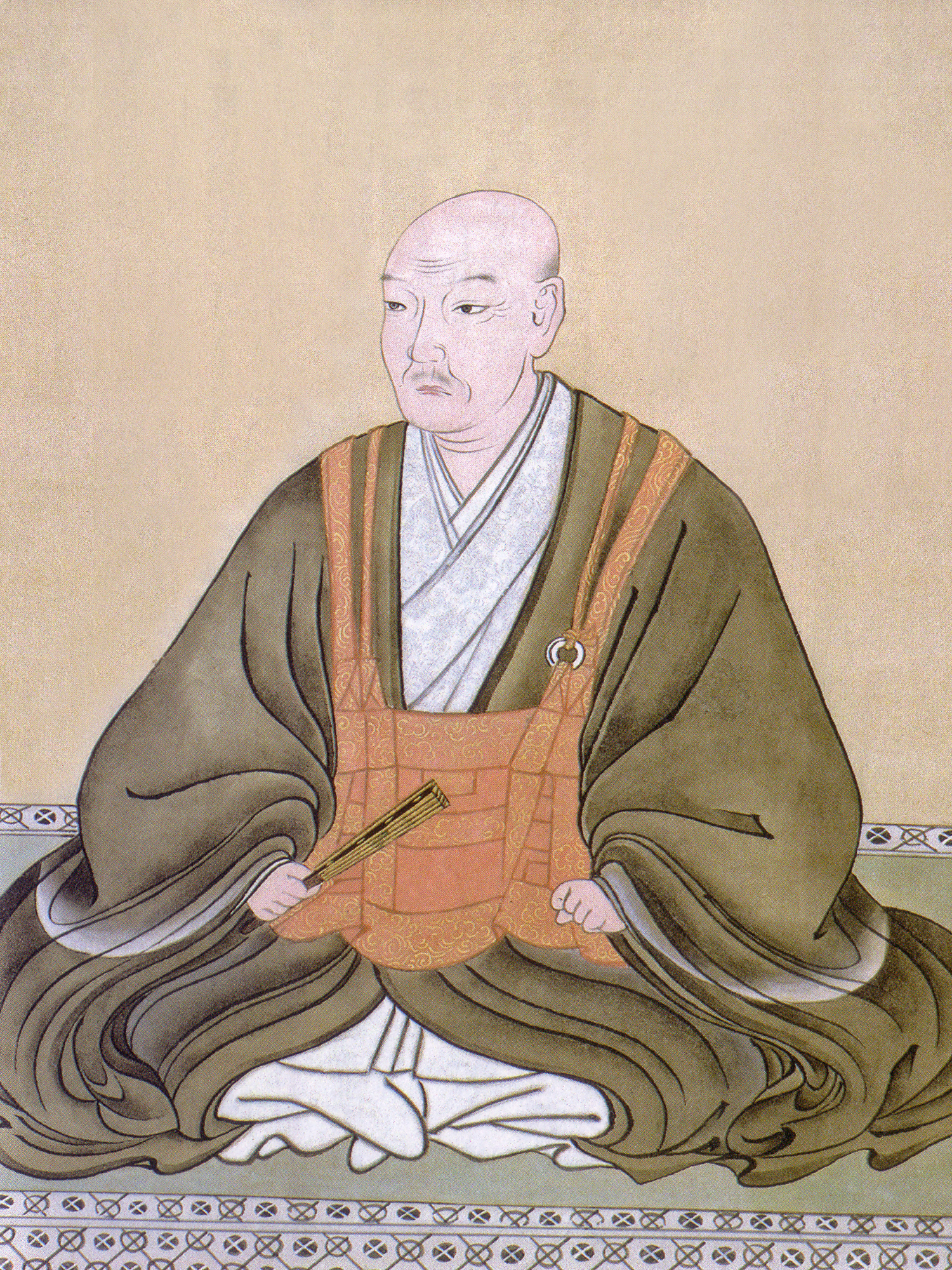
大友宗麟

大友宗麟は高良山に陣取り諸将に攻略を命じたが、龍造寺軍の士気も高く容易に敵を寄せ付けなかったため、戦況は小競り合いを繰り返しながら数ヶ月が推移した。とは言え、龍造寺側には長期の篭城戦に必須である援軍の見込みはなく、このままいけば落城は必至の状況であった。
大友宗麟は8月になっても勝報が届かないことに業を煮やし、弟の大友親貞を城攻めの大将として3,000の兵で前線に送り出し、親貞に総攻撃命令を下した。17日には親貞は佐嘉城の北に位置する今山に布陣した。北側に布陣する大友親貞は占いの凶兆を気にし直ちに総攻撃には踏み切らず、8月20日をもって佐嘉城に総攻撃を開始することを決定する。ところが総攻撃の前日の夜、親貞は今山の本陣で勝利の前祝いとして酒宴を開き、軍の士気を緩めてしまう。この動きを間者から入手した佐嘉城の鍋島信生（のちの直茂）は、今山の敵本陣への夜襲を進言する。篭城での徹底抗戦論や降伏論が飛び交っていた龍造寺陣営は初め無謀だとして否定的だったが、隆信の生母・慶誾尼が檄を飛ばしたことで奇襲策が容れられ、直生以下500余の奇襲部隊が編成された。8月19日夜から20日の未明、信生の奇襲部隊は城を抜け出し、包囲の間を縫って今山の敵本陣の背後に兵を伏せた。未明、直生は敵陣に鉄砲を撃ちかけ「寝返った者が出た」と虚報を流して大友軍を大混乱に陥れると、同士討ちを始めた軍中で手薄になった親貞の本陣に突入し、六人がかりで親貞を突き伏せて、成松信勝が親貞を討ち取った。総大将を失った大友軍も散り散りになって退却し、奇襲は成功に終わった。このときの大友軍の犠牲は2,000余人に及んだという。
この勝利を記念して、鍋島信生は鍋島家の家紋を剣花菱から大友家の杏葉へと替えた。

## 戦後
この戦い自体は局地戦であったため、大友本軍にはさほど大きな痛手にならなかったものの、勝機を逃した大友軍は半年に及ぶ包囲を続けたが佐嘉城攻略の糸口を掴めず、9月末には龍造寺側から和睦提案があり隆信の弟・龍造寺信周を人質に差出すことで大友側は講和を受諾した。講和は10月1日に成立し、大友宗麟は豊後に帰国の途についた。
隆信は今山の戦いで勝利は収めたものの局地的な勝利にすぎず、この時点で大友氏の肥前支配を排除できていない。そのため大友氏への従属の姿勢を取り続ける。龍造寺隆信は大友軍の侵攻に際して叛旗を翻した近隣の豪族を次々に討伐・服従させ、やがて大友宗麟や島津義久と並ぶ九州三強に数えられるまでに成長していく｡

## その他
1931年（昭和6年）、陸軍大学校参謀演習のため佐賀を訪れた秩父宮雍仁親王は、今山の合戦を研究するため古戦場を見渡せる男女神社（佐賀市大和町）を訪ねた。男女神社前の丘にはこれを記念する碑が建てられている。

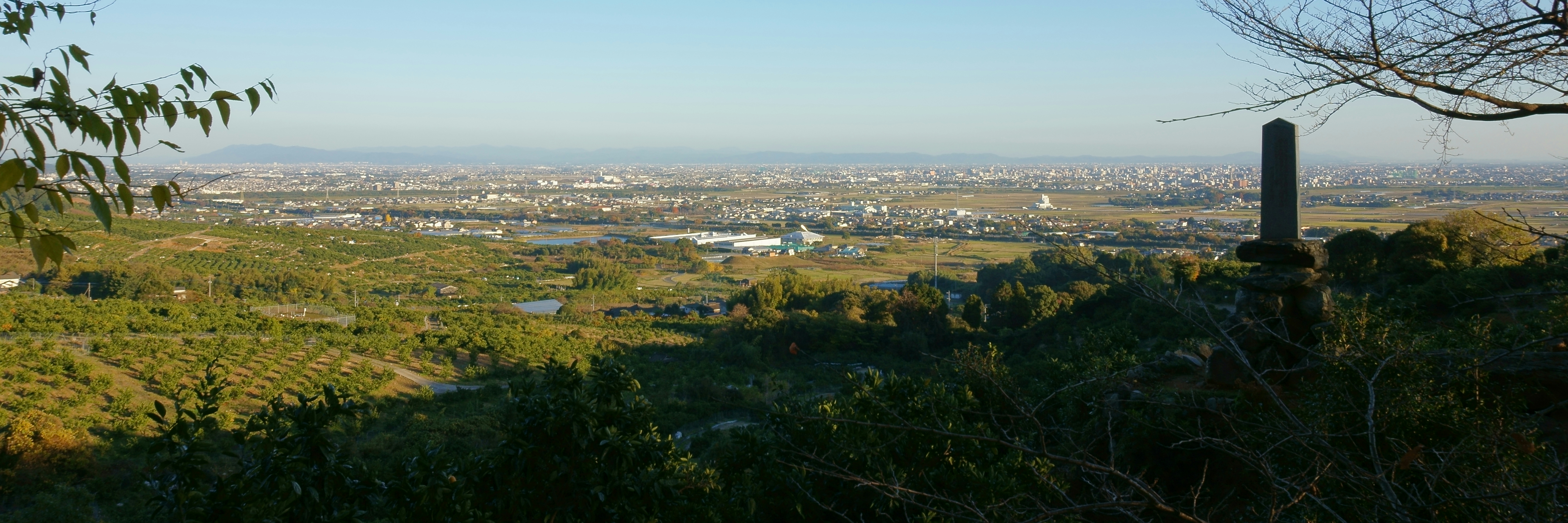
男女神社から見た今山古戦場と佐賀平野。写真左端付近の丘に大友親貞の本陣があったとされ、石碑が建つ。写真右の石碑は「秩父宮殿下御展望記念碑」で、そのすぐ左が村中城（後の佐賀城）方面。